# Giromagny
Giromagny é uma comuna francesa na região administrativa de Borgonha-Franco-Condado, no departamento do Território de Belfort. Estende-se por uma área de 5,65 km². Em 2010 a comuna tinha 3 080 habitantes (densidade: 545,1 hab./km²).